# Carlo Spatocco
Carlo Spatocco, italijanski general, * 1883, † 1945.